# Hyles rudolfi
Hyles rudolfi är en fjärilsart som beskrevs av Bandermann. 1924. Hyles rudolfi ingår i släktet Hyles och familjen svärmare. Inga underarter finns listade i Catalogue of Life.